# Bíldudalur
Bíldudalur is een plaatsje aan de zuidzijde van de Arnarfjörður fjord, in de regio Vestfirðir in het noordwesten van IJsland. Bíldudalur ligt op een smalle strook land tussen de fjord en de 535 meter hoge Bíldudalsfjall berg ingeklemd. Het heeft nog geen 200 inwoners. Samen met de plaatsen Barðaströnd, Rauðasandur en Patreksfjörður vormt Bíldudalur de gemeente Vesturbyggð.

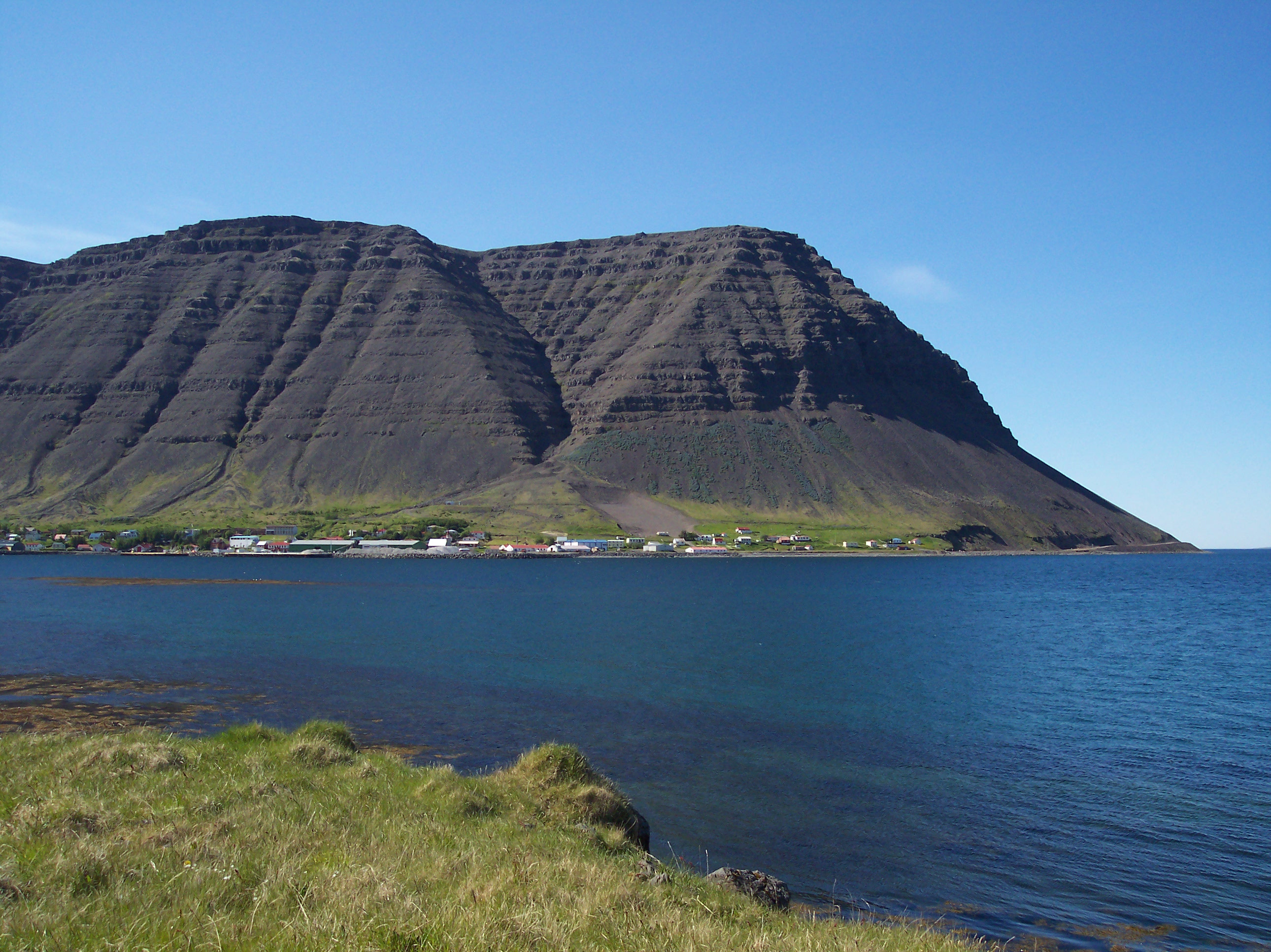
Bíldudalur en de Bíldudalsfjall